# Фролов, Василий Семёнович
Василий Семёнович Фролов — советский государственный и политический деятель, заведующий Отделом машиностроения ЦК КПСС.

## Биография
Родился в 1914 году в селе Флорищи (ныне - Кольчугинский район) Владимирской губернии. Член ВКП(б) с 1944 года.
С 1941 года — на общественной и политической работе. 
В 1941—1985 гг.:
- технолог, начальник технического бюро, заместитель начальника, начальник цеха, партийный организатор ЦК ВКП(б) Свердловского машиностроительного завода имени М. И. Калинина,
- 2-й, 1-й секретарь Нижнетагильского городского комитета ВКП(б) — КПСС,
- заведующий Сектором, заведующий Отделом машиностроения ЦК КПСС.

Избирался депутатом Верховного Совета СССР 7-го, 8-го, 9-го, 10-го, 11-го созывов. Кандидат в члены ЦК КПСС.
Умер в 1994 году в Москве, похоронен на Кунцевском кладбище .